# Elioscopio

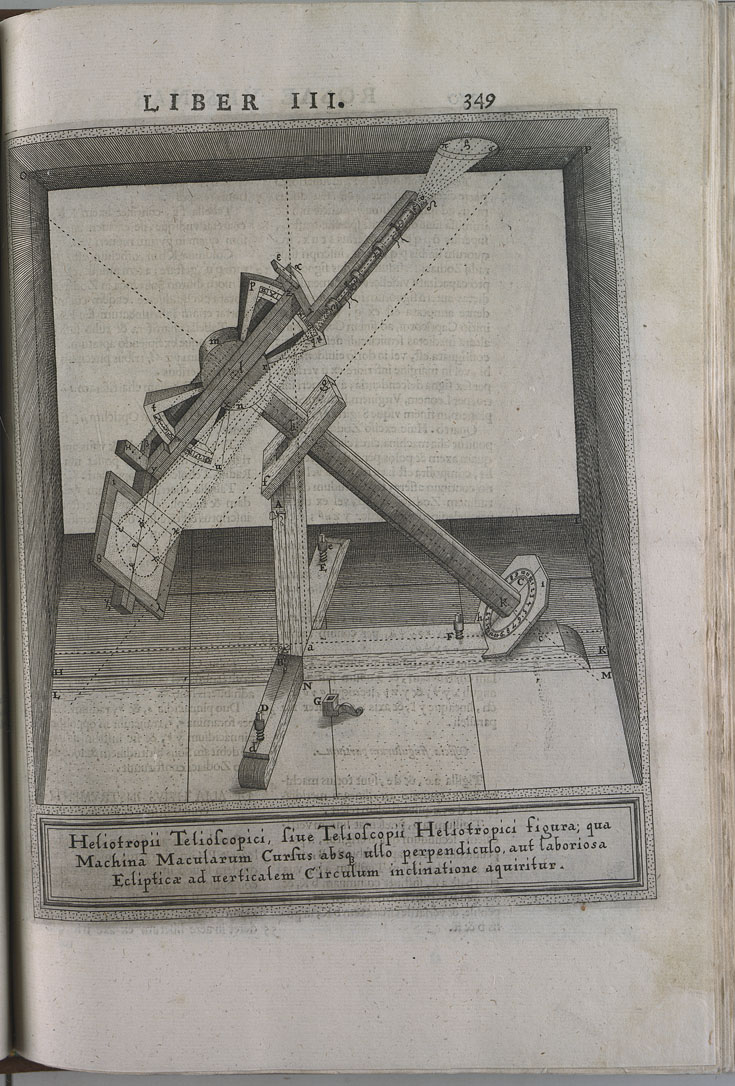

Il primo elioscopio fu inventato da Galileo Galilei e fu grazie ad esso che egli scoprì l'esistenza delle macchie solari. Il metodo usato da Galileo consisteva nell'oscurare la stanza da cui effettuava le osservazioni e, invece di osservare direttamente il sole, guardare l'immagine proiettata su un foglio bianco di carta posto ad un metro circa dall'oculare.
L'elioscopio è un prisma diagonale con oculare di tipo kellner che permette l'osservazione del sole indebolendone l'intensità.